# Heli (film)
Pour les articles homonymes, voir Heli.
Pour plus de détails, voir Fiche technique et Distribution.
Heli est un film dramatique mexicano-germano-néerlando-français coécrit et réalisé par Amat Escalante et sorti en 2013.
Il est sélectionné pour représenter le Mexique aux Oscars du cinéma 2014 dans la catégorie meilleur film en langue étrangère.

## Synopsis
Dans un village mexicain, de nos jours, la violence du milieu des gens gravitant autour de la drogue est extrême. On suit l'histoire d'un jeune employé mexicain, enlevé et torturé par les unités antidrogues mexicaines, qui recherche sa sœur, elle aussi enlevée.

## Fiche technique
- Titre original : Heli
- Réalisation : Amat Escalante
- Scénario : Amat Escalante et Gabriel Reyes
- Direction artistique : Daniela Schneider
- Décors :
- Costumes :
- Montage : Natalia López
- Musique : Lorenzo Hagerman
- Son : Catriel Vildosola et Sergio Díaz
- Production : Jaime Romandia
- Sociétés de production : Foprocine, Lemming Film, Mantarraya Producciones, No Dream Cinema, Le Pacte, Ticoman, Tres Tunas et unafilm
- Sociétés de distribution :  Le Pacte
- Pays d’origine :  Mexique/ Allemagne/ Pays-Bas/ France
- Budget :
- Langue : espagnol
- Durée : 105 minutes
- Format :
- Genre : drame
- Distributeur : K-Films Amérique (Québec)
- Dates de sortie
  - France : mai 2013 (festival de Cannes 2013)
  - Québec : 8 novembre 2013

## Distribution
- Armando Espitia
- Linda González
- Juan Eduardo Palacios
- Andrea Vergara

## Distinctions

### Récompenses
- Festival de Cannes 2013 : Prix de la mise en scène pour Amat Escalante (sélection officielle)[2]
- Festival de La Havane 2013 :  Gran Coral

### Nominations et sélections
- AFI Fest 2013
- Festival international du film de Vancouver 2013
- Festival international du film de Palm Springs 2014